# Philbin Inlet
Das Philbin Inlet ist eine schmale, vereiste und 24 km lange Bucht an der Walgreen-Küste des westantarktischen Marie-Byrd-Lands. Sie liegt am nördlichen Ende der Martin-Halbinsel zwischen dem Murray Foreland und dem Slichter Foreland.
Der United States Geological Survey kartierte die Bucht anhand von Luftaufnahmen der Operation Highjump (1946–1947). Das Advisory Committee on Antarctic Names benannte sie 1967 nach Brigadegeneral Tony Philbin von der United States Army, der an der Zusammenarbeit zwischen dem US-Verteidigungsministerium und der United States Navy während des Internationalen Geophysikalischen Jahres (1957–1958) mitgewirkt hatte.